# You can't love 'em all (Berns/Leiber/Stoller/Nugetre)
You can't love 'em all is een lied dat werd geschreven door Bert Berns, Jerry Leiber, Mike Stoller en Nugetre. Laatstgenoemde is een pseudoniem van Atlantic-oprichter Ahmet Ertegün, in de vorm van een omkering van diens achternaam. Het nummer werd voor het eerst opgenomen door Solomon Burke en voor het eerst uitgebracht door Mel Tormé.
Burke nam het als rock/soul-nummer op in de zomer van 1963, maar bracht het pas uit toen hij het in 1964 op zijn album Rock 'n soul plaatste. Toen had Tormé het inmiddels al als jazzsingle uitgebracht, met You belong to me op de B-kant. Beide platen verschenen bij Atlantic.
In 1966 verscheen het nummer tweemaal op de A-kant van een single. Dit gebeurde door The Drifters bij Atlantic met Up in the streets of Harlem op de B-kant, en door Cliff Bennett and the Rebel Rousers bij Parlophone met Need your loving tonight op de B-kant. Verder verschenen er nog covers van The Cats onder de titel No you can't love them all op hun debuutelpee Cats as cats can (1967), en van de Bintangs op hun bluesalbum La femme sans tête (2002).
In het lied zingt een man over mooie vrouwen en dat hij niet van allemaal kan houden. Maar hij blijft wel hoopvol als hij zingt: "Oh no I can’t, but I'm sure gonna try."